# 이만운 (1723년)
이만운(李萬運, 1723년 ~ 1797년)은 조선 후기의 문신, 학자로 자는 중심(仲心), 본관은 함평이다.
1782년 음서를 통해 돈녕부 참봉(參奉)에 올랐으며 1783년에는 종7품에 해당하는 직책인 상서원 직장(直長)에 임명되었다. 1785년부터 1787년까지 김화현감(金化縣監)을 역임했고 1787년에는 영조 시대에 출간되었던 백과사전인 《동국문헌비고》(東國文獻備考)의 개정 작업에 참여했다.
1790년에는 《동국문헌비고》의 증보판인 《증보문헌비고》(增補文獻備考)을 정조에게 진사했으며 같은 해에 강화 경력(江華 經歷)으로 임명되었다. 1796년에는 당상관(堂上官)으로 승진하면서 오위장(五衛將), 가승지(假承旨)에 임명되었다.
1796년 《일성록》(日省錄)에서 정조 즉위 이후의 사실을 수록하여 《증보문헌비고》를 재보완하라는 정조의 명령을 받고 서유구 등과 함께 재보완 작업에 착수했지만 1797년에 사망했다. 이 작업은 순조 시대였던 1807년에 그의 아들인 이유준(李儒準)에 의해 완수되었다.
박학하기로 이름이 높았으며 특히 천문(天文)·역산(曆算)·지리(地理)·명물(名物)에 밝았다고 한다. 주요 저서와 편서로 《기년아람》(紀年兒覽), 《조두록》(俎豆錄), 《풍천음》(風泉吟), 《장릉지》(莊陵誌) 등이 있다.